# Tautos prisikėlimo partija

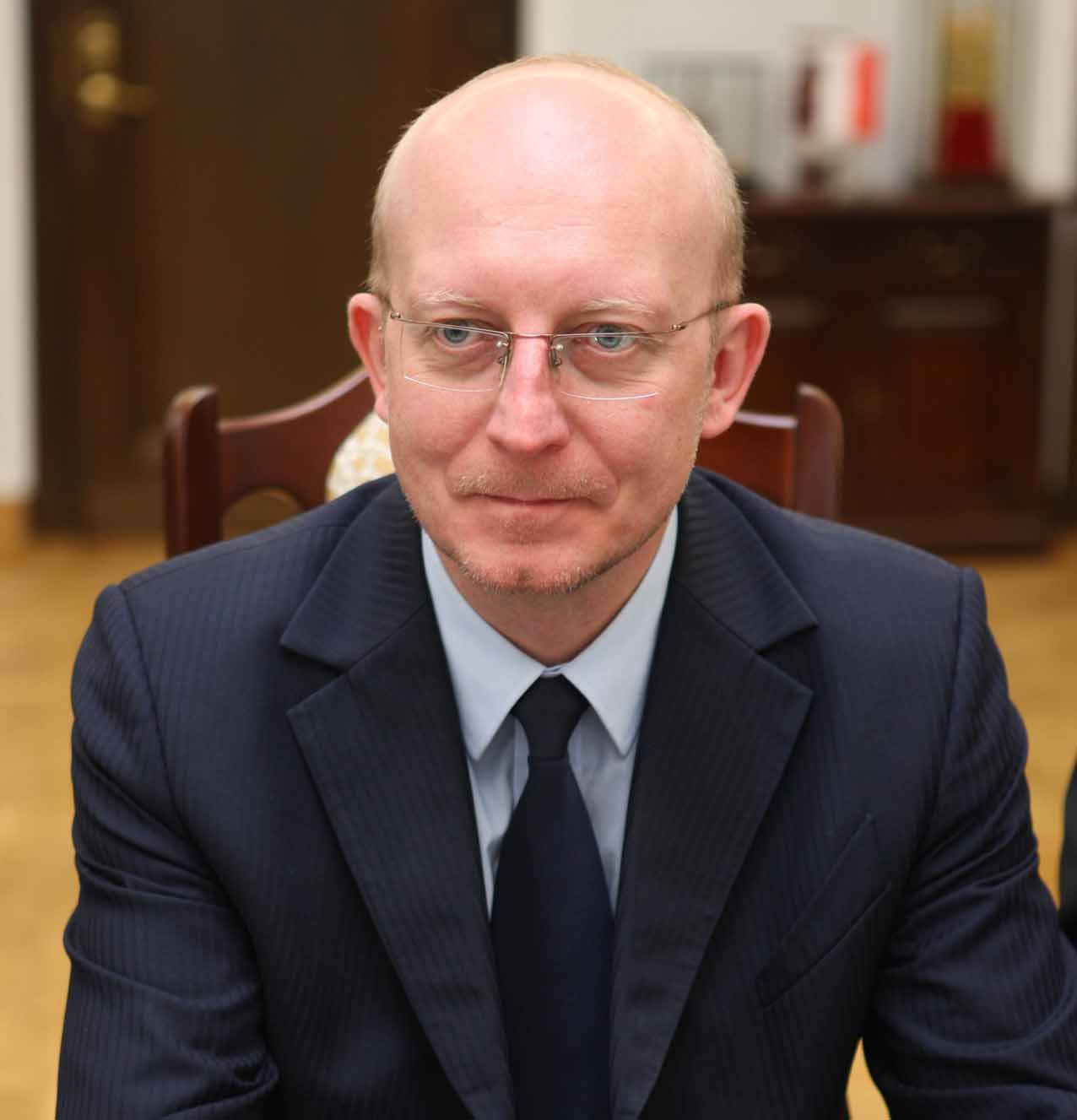
Parteigründer Arūnas Valinskas (2009)

Die Partei der Wiederauferstehung des Volkes (litauisch: Tautos prisikėlimo partija, kurz: TPP) war eine politische Partei in Litauen, die im April 2008, ein halbes Jahr vor den Wahlen zum Parlament, von dem Komiker, Showmaster und TV-Produzenten Arūnas Valinskas gegründet wurde.

## Geschichte
Der Gründungsparteitag vom 18. Mai 2008 wurde am 25. Mai 2008 wiederholt, um Zweifel an der notwendigen Anzahl von Gründungsmitgliedern (1000) auszuräumen. Die Mitglieder der Partei sind vor allem Schauspieler, Musiker und sonstige Vertreter des Showbusiness (u. a. der Schlagzeuger Linas Karalius, der Radiomoderator Antanas Nedzinskas, die Sängerin Ingrida Valinskienė und der Schauspieler Remigijus Vilkaitis), was der Partei den Spitznamen žvaigždūnų partija (Sternchen-Partei) oder šoumenų partija (Showleute-Partei) eingetragen hat. Andere sprechen von einem „antipolitischen Gebilde“.
Nach den Protestparteien Ordnung und Gerechtigkeit (Liberaldemokraten) und Arbeitspartei war sie eine weitere Neugründung der letzten Jahre, die ihre Existenz vor allem in der Ablehnung der etablierten Parteien begründet. Die Partei selbst rühmte sich, in ihren Reihen keine bisher schon aktiven Politiker zu haben.
Der Partei und ihrer Wahlreklame war ein Hang zur Satire nicht abzusprechen (siehe Weblinks). So bestand das gesamte Wahlprogrammen aus 10 Punkten ähnlich den 10 Geboten. Ungeachtet dessen wurde die Partei bei der Wahl zum Seimas im Oktober 2008 mit 15,1 % der gültigen Stimmen zweitstärkste politische Kraft in Litauen und bildet mit 18 Mandaten die drittstärkste Fraktion im Parlament.
Die Wiederauferstehungspartei beteiligte sich an der neuen liberal-konservativen Regierungskoalition und stellte die Minister für Kultur und Umweltschutz. Der Parteivorsitzende Arūnas Valinskas wurde mit den Stimmen der Koalition zum Parlamentsvorsitzenden gewählt.
Am 15. März 2009 wurde Arūnas Valinskas auf dem Parteitag ohne Gegenkandidaten als Vorsitzender bestätigt und die neuen Parteistatuten verabschiedet. Im April 2009 verweigerte das litauische Justizministerium die Anerkennung der neuen Parteistatuten aus formalen Gründen, da die Unterschrift des Parteivorsitzenden Valinskas fehlt. Diese Entscheidung wurde vom Bezirksverwaltungsgericht Vilnius bestätigt.
Am 3. April zog der Parteivorsitzende Valinskas seine Kandidatur für die Präsidentschaftswahl am 17. Juni 2009 zurück, noch bevor die Wahlkommission seine offizielle Registrierung mit der Überprüfung der erforderlichen 20.000 Unterstützungsstimmen vornehmen konnte.
Nach der herben Wahlniederlage bei den Europawahlen Anfang Juni 2009, als die TPP gerade 1 % der Wählerstimmen auf sich vereinen konnte, brachen Diskussionen über den künftigen Kurs der Partei aus.
Mitte Juli 2009 kam es zu einer ersten Spaltung der Partei, als sich sieben Mitglieder aus der Parlamentsfraktion der TPP verabschiedeten und ihrerseits die neue Fraktion Ažuolas (Eiche) gründeten. Unter den Mitgliedern dieser neuen Fraktion sind der Parteichef Arūnas Valinskas und seine Frau Ingrida Valinskienė. Auslöser für die Fraktionsspaltung war wohl ein innerparteilicher Streit um die Kontrolle der TPP-Minister und eine etwaige Neubesetzung der Ministerposten. Valinskas sprach bei der Bildung der neuen Fraktion von der „Postengier“ seiner Kollegen in der TPP-Fraktion, während seine innerparteilichen Gegner von dem Versuch sprachen, eine demokratische Parteiführung verhindern zu wollen.
Am 22. September 2011 schloss sich die TPP der mitregierenden Liberalų ir centro sąjunga an und löste sich damit auf.